# 도장산 (강원도)
도장산(道場山)은 조선민주주의인민공화국 강원도 문천시에 있는 높이 522m의 산이다.

## 같이 보기
- 한국의 산